# Blount-Nunatak
Der Blount-Nunatak ist ein 1630 m hoher und markanter Nunatak im ostantarktischen Queen Elizabeth Land. In der Westseite der Forrestal Range in den Pensacola Mountains ragt er 5 km südwestlich des Mount Lechner auf.
Entdeckt wurde er am 13. Januar 1956 während des transkontinentalen Non-Stop-Antarktisfluges der United States Navy zwischen dem McMurdo-Sund und dem Weddell-Meer einschließlich Rückflug. Das Advisory Committee on Antarctic Names benannte den Nunatak 1957 nach Hartford E. Blount (1925–2001), Flugzeugmaschinist der Flugstaffel VX-6 während der Operation Deep Freeze, bei der dieser Flug durchgeführt wurde.